# نيقولاي كوزين
نيقولاي كوزين (بالروسية: Николай Иванович Козин)‏ هو لاعب كرة قدم روسي في مركز الدفاع، ولد في 27 ديسمبر 1955 في  في روسيا. لعب مع نادي فولغا نيجني نوفغورود.